# Alain Robert

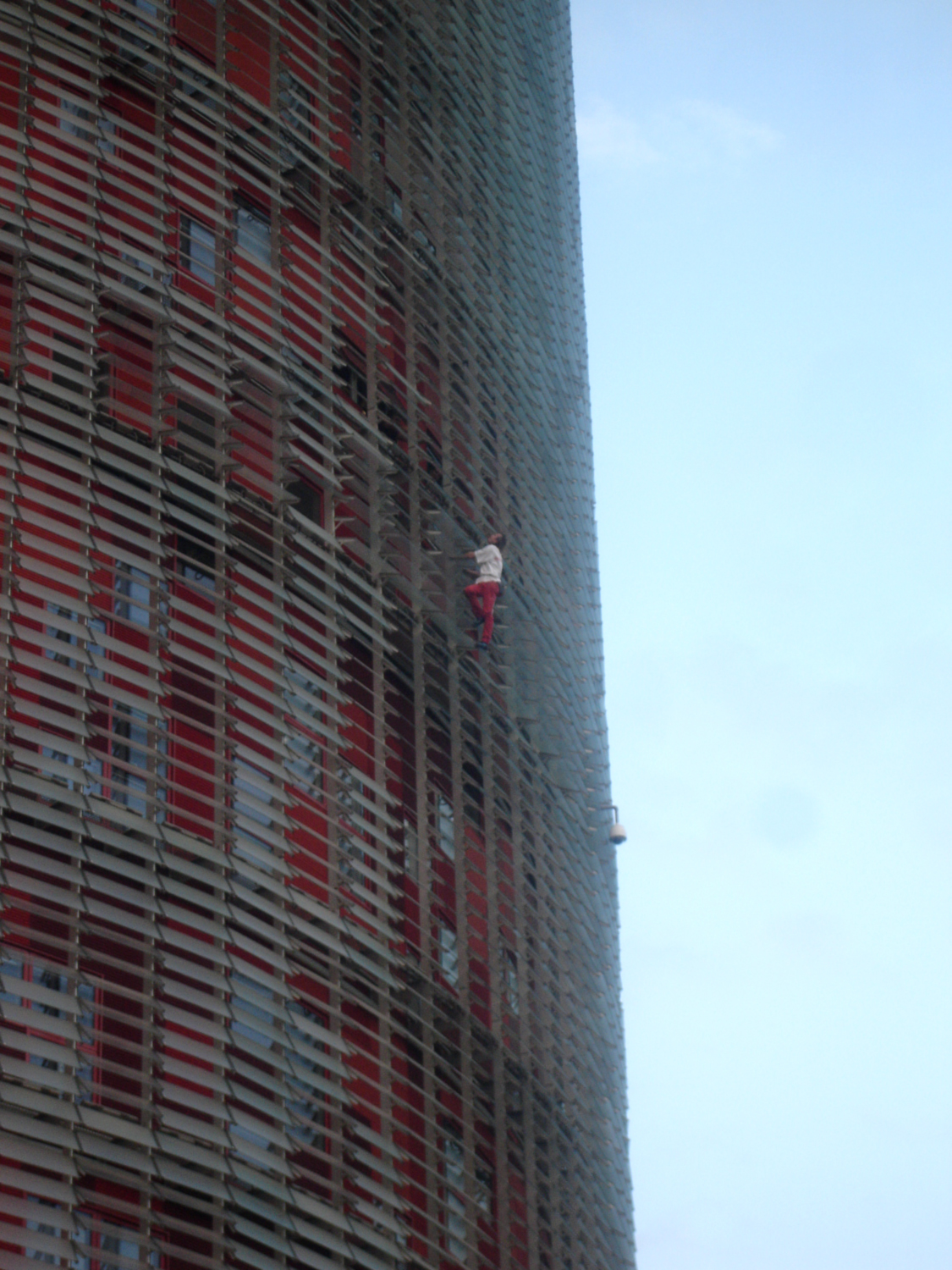
Alain Robert på fasaden av Torre Agbar (Barcelona, 12 september 2007.

Alain Robert, född 7 augusti 1962 i Valence, Drôme, Frankrike, är en fransk klättrare, känd som Spindelmannen, på grund av sin skicklighet i att bestiga höghus helt utan säkerhetsutrustning. Byggnader han bestigit är bland annat: Eiffeltornet, Empire State Building och Petronas Twin Towers. I augusti 2010 greps han i Sydney för att ha klättrat upp i ett 57-våningshus.

## Familj
Alain Robert har tillsammans med sin fru Nicole tre barn, som han ringer så fort han nått toppen av en byggnad. Även de klättrar.